# Hammonia

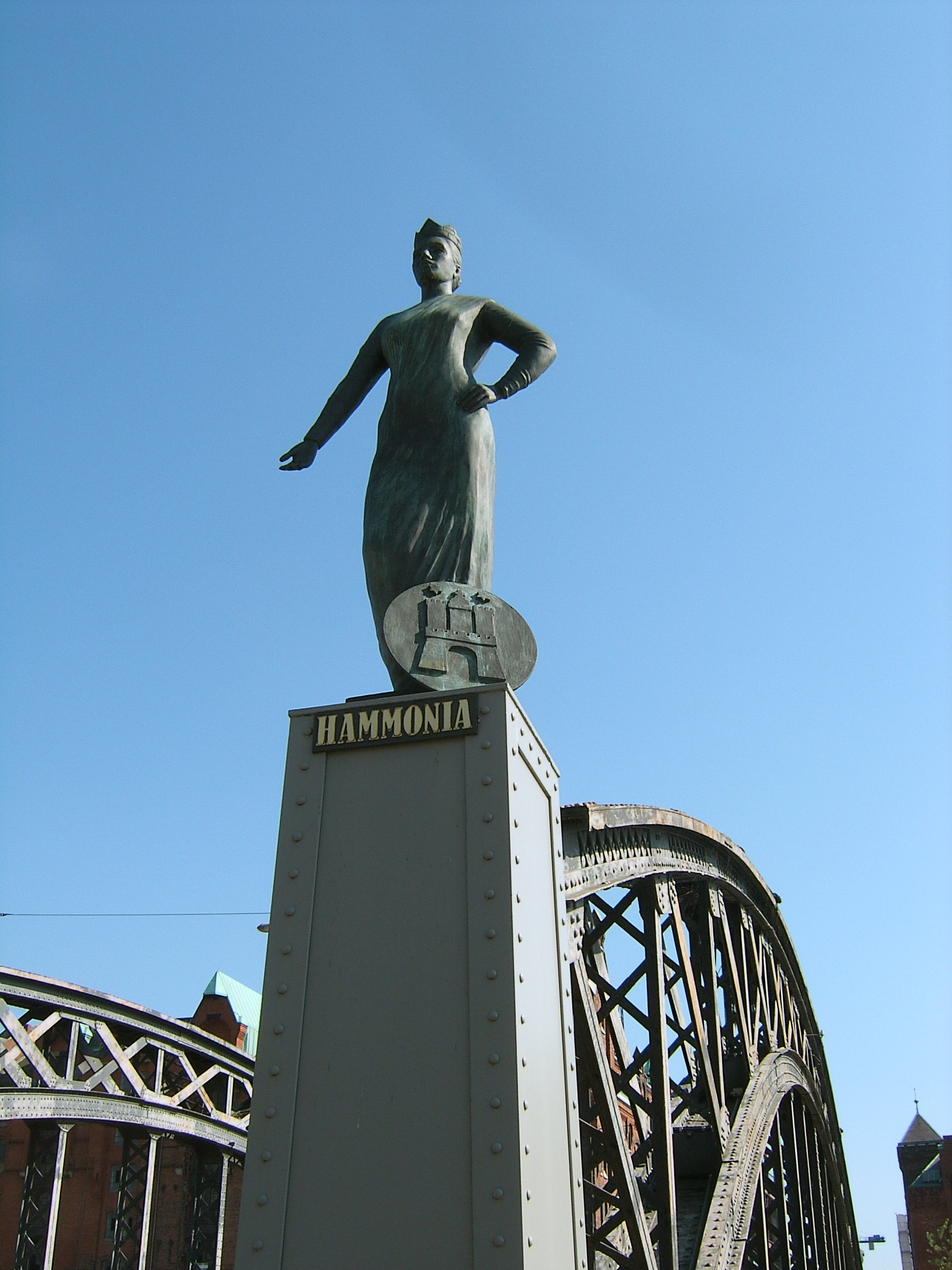
Hammonia auf der Brooksbrücke von Jörg Plickat (2003)

Hammonia ist eine neulateinische Bezeichnung für die Stadt Hamburg. Als bildliche Allegorie in Form einer Frauenfigur repräsentiert die Hammonia die Stadt Hamburg (Stadtallegorie). Als sprachliche Allegorie in Literatur, Dichtung und Liedtext steht der Name Hammonia stellvertretend (als Synonym) für den Namen Hamburg oder bezieht sich auf eben jene Frauenfigur.
Neben der Verwendung des Namens und ihrer Darstellung in der Kunst führen zudem zahlreiche Vereine, Unternehmen und Produkte den Namen und bekunden somit eine Verbundenheit zu Hamburg. Auch Schiffe, ein Kontorhaus in der Mönckebergstraße, das Hammonia-Bad an der Mundsburg, der Sportverein VfL Hammonia von 1922 in der Sternschanze, die Staffel Hammonia in der Fußball-Landesliga Hamburg und der Asteroid Hammonia wurden so benannt.
Trotz des vielfältigen Gebrauchs in den letzten Jahrhunderten bis zum heutigen Tag, ist die genaue Herkunft unklar, zumal der eigentliche lateinische Stadtname in den mittelalterlichen Chroniken zumeist Hamburgum oder Hammaburgum lautet.

## Entstehung
In einer in Latein verfassten Urkunde aus dem Jahr 834 von Papst Gregor IV. taucht erstmals der Stadtname als Hamaburg auf, der sich von der 845 zerstörten Hammaburg ableitete. Grabungen lassen darauf schließen, dass dieses zumindest schriftlich belegte Bauwerk (die Lage ist bis heute unklar), bereits ein oder mehrere Vorgänger hatte, denn die Sachsen besiedelten den Geest-Rücken zwischen Alster und Bille in den Jahrhunderten zuvor. So lässt sich auch das altsächsischen Wort hamme/ham für ein in die Marsch vorspringendes erhöhtes, bewaldetes Gelände am Ufer von Fluss oder Sumpf mit dieser Lage in Einklang bringen. Verkaufsurkunden benennen noch im 14. Jahrhundert ein Waldstück als Hamm.
Im Mittelalter erfährt der Name eine Reihe von Varianten wie: Hammenburg (12. Jahrhundert), Hamborch (1232), Hamborg (1236), Hammenburch (erste Stadtsiegel), wobei Hamborch und Hamborg noch heute als Schreibweise in der niederdeutschen Sprache existieren. Daneben stehen wechselnde lateinischen Bezeichnungen: Hamburgum, Hammaburgum, Hamburga, Hammipolis, Hammonis castrum, urbs Jovis.
Die letzten Bezeichnungen weisen dabei auf eine Entwicklung hin, dem Stadtnamen eine gänzlich andere Bedeutung zu geben. So bedeutet urbs Jovis nichts anderes als Stadt des Jupiter. Bereits 1370 schreibt Heinrich von Herford über die Gründung eines Bistums in der Burg des Hammon. Auch hier steht Hammon für den römischen Gott Jupiter (vergleiche auch den ägyptischen Gott Amun oder Ammon, der bei den Römern zu Jupiter wird). Hinrich Boger verewigt Hamburg 1478 als Stadt des Hammon in einem Gedicht. Es fällt damit in eine Zeit des aufblühenden deutschen Humanismus, in dem als Beispiel auch die Göttin Luna für Lüneburg als Namensgeberin herhalten muss. Vergeblich hatte sich dagegen Albert Krantz, der „Geschichtsschreiber des Nordens“, bemüht, diese unsinnige Jupiter-Ableitung zu widerlegen. Eine weitere zweifelhafte Ableitung benennt einen Hammon (auch Hamy, Hamoys) als angebliche Gottheit der Sachsen. Es wird jedoch vermutet, dass dieser Gott nicht existierte, um den Städten Hamburg und Hamm seinen Namen zu leihen, sondern vielmehr ein einheimischer Gott erfunden wurde, da der Jupiter vielen doch zu weit hergeholt war.
Mit der Reformation beginnt auch die Rolle der Maria als eigentliche christliche Schutzpatronin der Stadt zu verblassen. Sie verschwindet schließlich in der zweiten Hälfte des 17. Jahrhunderts auch von den Hamburger Münzen. Ihr war der Mariendom geweiht und auch die beiden Mariensterne des Hamburger Wappens sollen ihren Namen tragen. Gleichzeitig wächst vermutlich der Wunsch nach einer identitätsstiftenden Figur als Repräsentantin und Patronin der Stadt.
1624 ist es ein Kupferstecher, der Hamburg erstmals als Frau darstellt. In den nachfolgenden Jahrhunderten tritt diese Frauenfigur immer wieder als schmückendes Beiwerk auf Stadtansichten und Karten im Geschmack der Zeit auf. Schließlich taucht am 21. Februar 1710 der Name Hammonia erstmals schriftlich auf. In einer Kantate für die Petrimahlzeit (Festessen bei der jährlichen Neuverteilung der Ämter im Senat) nennt der Dichter Barthold Heinrich Brockes Hammonia, die Schutzgöttin der Stadt. Damit hatte nun Hamburg seine Nationalallegorie gefunden.
siehe auch: Nationalallegorie Germania, Bavaria, Berolina, Saxonia (Sachsen), Brunonia usw.

## Darstellung
Die Figur der Hammonia wird meist mit einer zinnenbewehrten Mauerkrone abgebildet, die übrigen Attribute, die die Frauenfigur begleiten, wechseln. Teilweise trägt sie den Wappenschild, teilweise den Merkurstab, manchmal wird ihr auch ein Anker oder ein Steuerrad beigegeben.

### Musik
Die 1828 entstandene Hamburg-Hymne wird manchmal auch Hammonia genannt, da der Refrain lautet: Heil über dir, Heil über dir, Hammonia, Hammonia! Eines der bekanntesten Lieder der Kult-Hamburgerin Heidi Kabel ist „Hammonia – Mein Hamburg, ich liebe dich“.

### Literatur

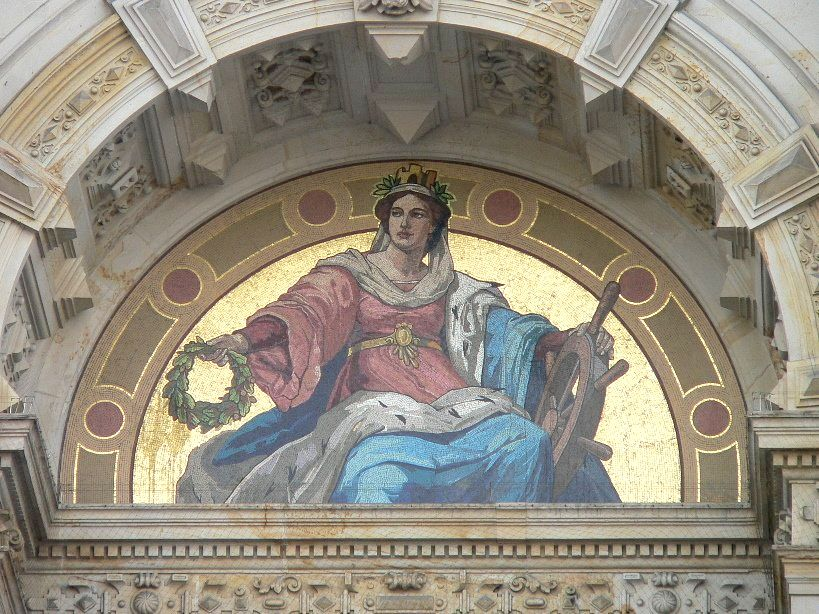
Über dem Rathaus-Portal das Mosaik der Hammonia

### Bildnisse
- Aufgrund einer Palladio-Ausstellung im Museum für Hamburgische Geschichte 1997 wurde eine Skulptur aus dem 18. Jahrhundert in den Innenhof des Museums versetzt und bei dieser Gelegenheit erstmals als Hammonia-Darstellung identifiziert.
- Über dem Rathauseingang ist ein Mosaik angebracht und im Phönixsaal, der dem Hamburger Brand gewidmet ist, ein Bild der Hammonia über den Trümmern der Stadt.
- Der Brunnen auf dem Hansaplatz in St. Georg wird teilweise als Hammonia, teilweise auch als Darstellung der Hansa interpretiert.
- Auf der Brooksbrücke waren anlässlich der Eröffnung der Speicherstadt durch den Kaiser am 2. Oktober 1888 Statuen der Germania und Hammonia (von Aloys Denoth) aufgestellt, die im Zweiten Weltkrieg verloren gingen. 2003 wurden von Jörg Plickat neu geschaffene Plastiken von Hammonia und Europa an der neu gebauten Brooksbrücke aufgestellt.
- Auf der Börse steht seit 2005 eine Statue von Waldemar Otto, welche die zerstörten Plastiken von 1841 (August Carl Kiss) im Giebelfeld ersetzt.
- Am Haus der Seefahrt ist eine Skulptur angebracht – die Hammonia mit einem Löwen.
- Das Kaufhaus Oberpollinger in der Münchner Fußgängerzone trägt auf dem mittleren von drei Giebeln eine Skulptur der Hammonia (flankiert von zwei Hanse-Koggen auf den beiden anderen Giebeln). Damit erwiesen die Künstler Heinrich Düll und Georg Pezold der Heimatstadt des Kaufhausgründers Max Emden ihre Reverenz.[2]

### Münzen und Medaillen
Mindestens seit 1754 (Gaedechens: Nr.1885 (I.51))  wird die Figur auf medaillenartigen Prägungen der Stadt regelmäßig verwendet.

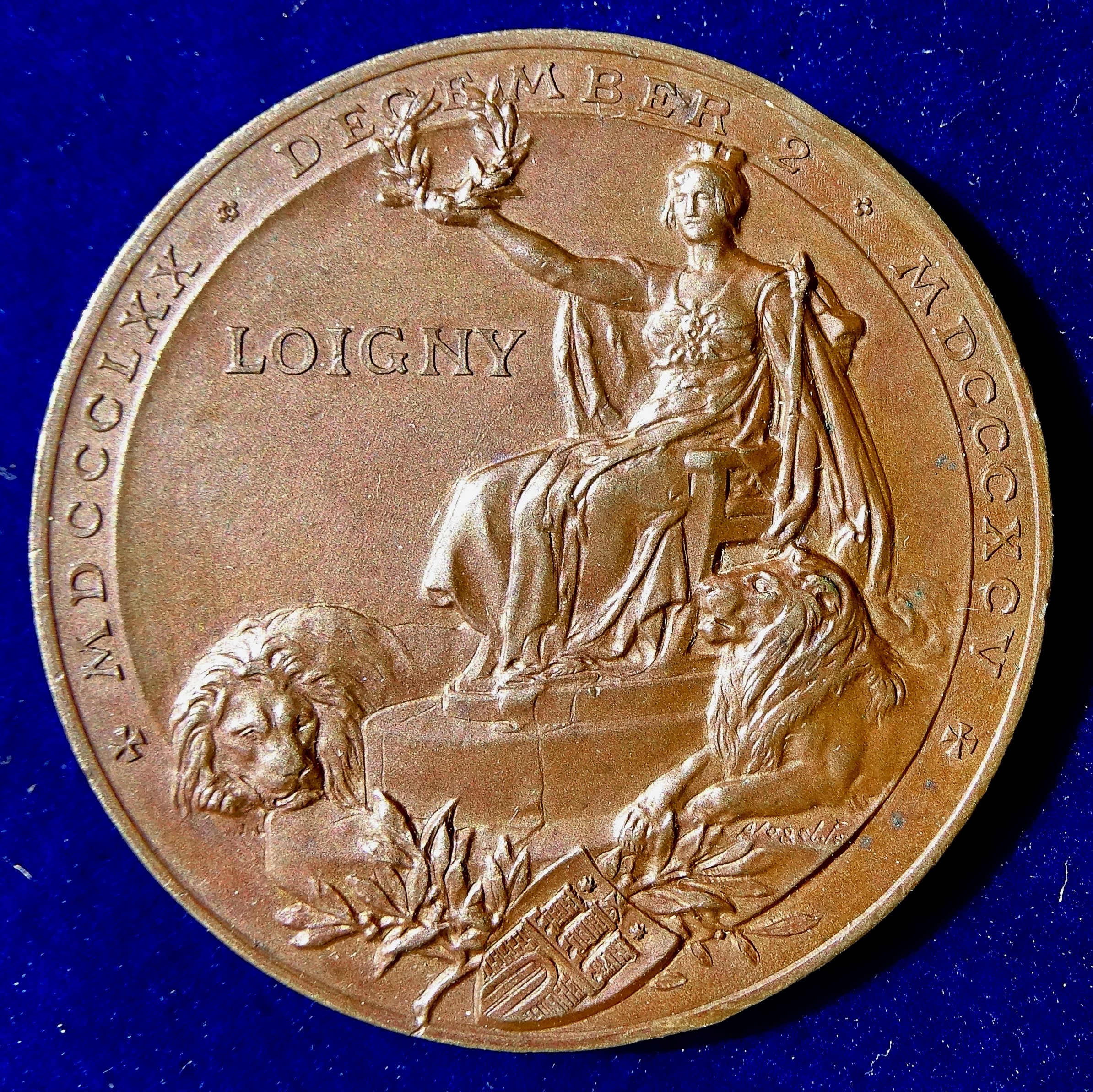
Hammonia ehrt 1895 das Infanterie-Regiment „Hamburg“ auf der Vorderseite der Erinnerungsmedaille zur Schlacht von Loigny 1870 im Deutsch-Französischen Krieg

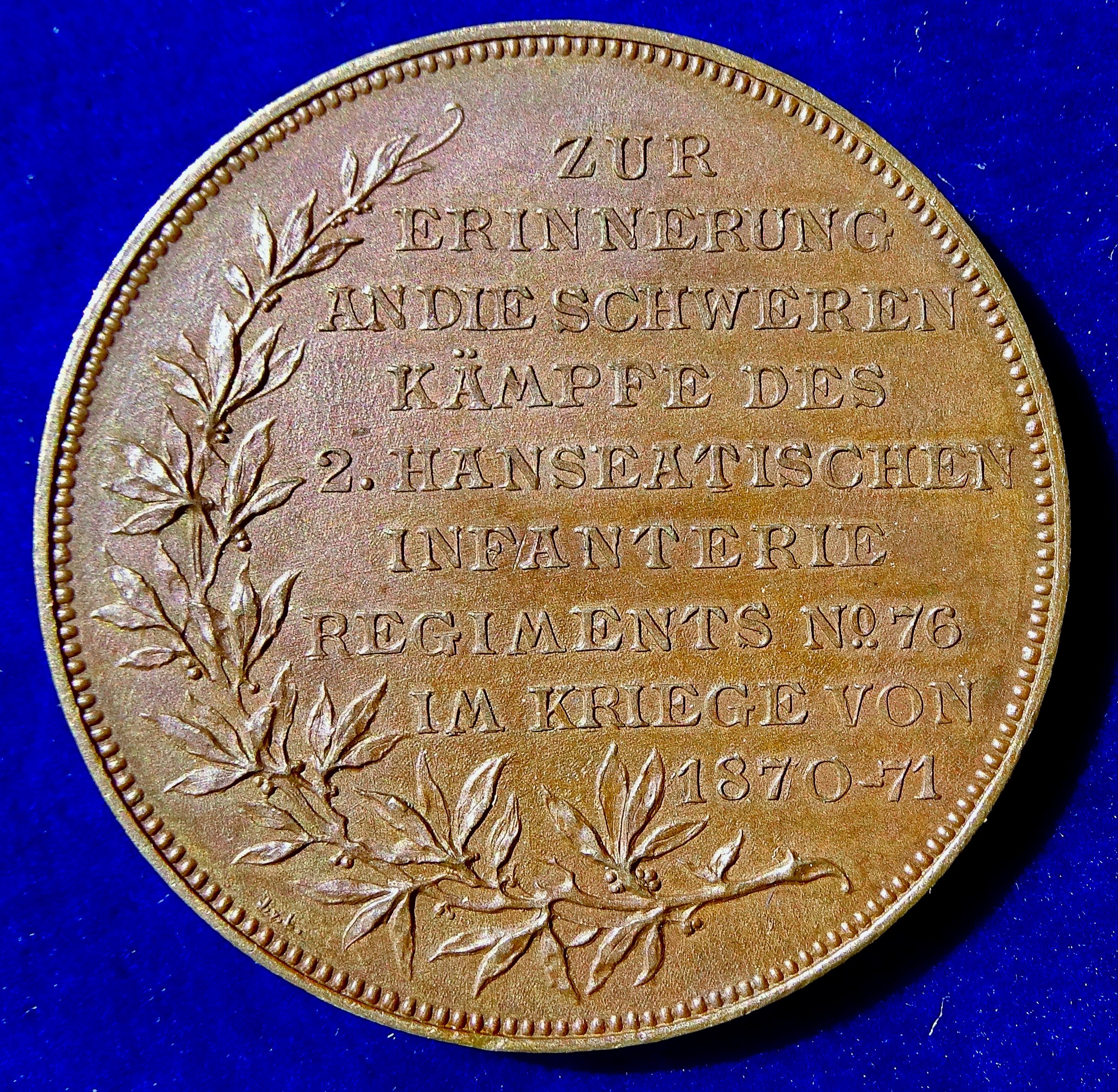
Die Rückseite dieser Medaille von August Vogel